# الفيضانات في الصومال
الفيضانات في الصومال  (بالصومالية: Fatahaadyada Soomaliya)‏ هي مجموعة من الفيضانات المفاجئة التي تحدث سنويًا في  الصومال من نتيجة الأمطار، وهي الرياح الموسمية كمثل الأمطار التي تأتي كل مارس في المنطقة. في الفترة التي تلت أمطار ربيع بوقت قصير من مارس إلى يوليو، ضربت الفيضانات المفاجئة مناطق جوبا السفلى وشبيلي السفلى في الصومال. تتسبب هذه الفيضانات في دمار وتسبب في وقوع إصابات وتشريد. في السنوات الأخيرة، ويرجع ذلك إلى زيادة عدد السكان الصوماليين واستمرار الافتقار إلى آليات الاستعداد، ويمكن أن تتجلى في أسباب الأرصاد الجوية أيضًا.

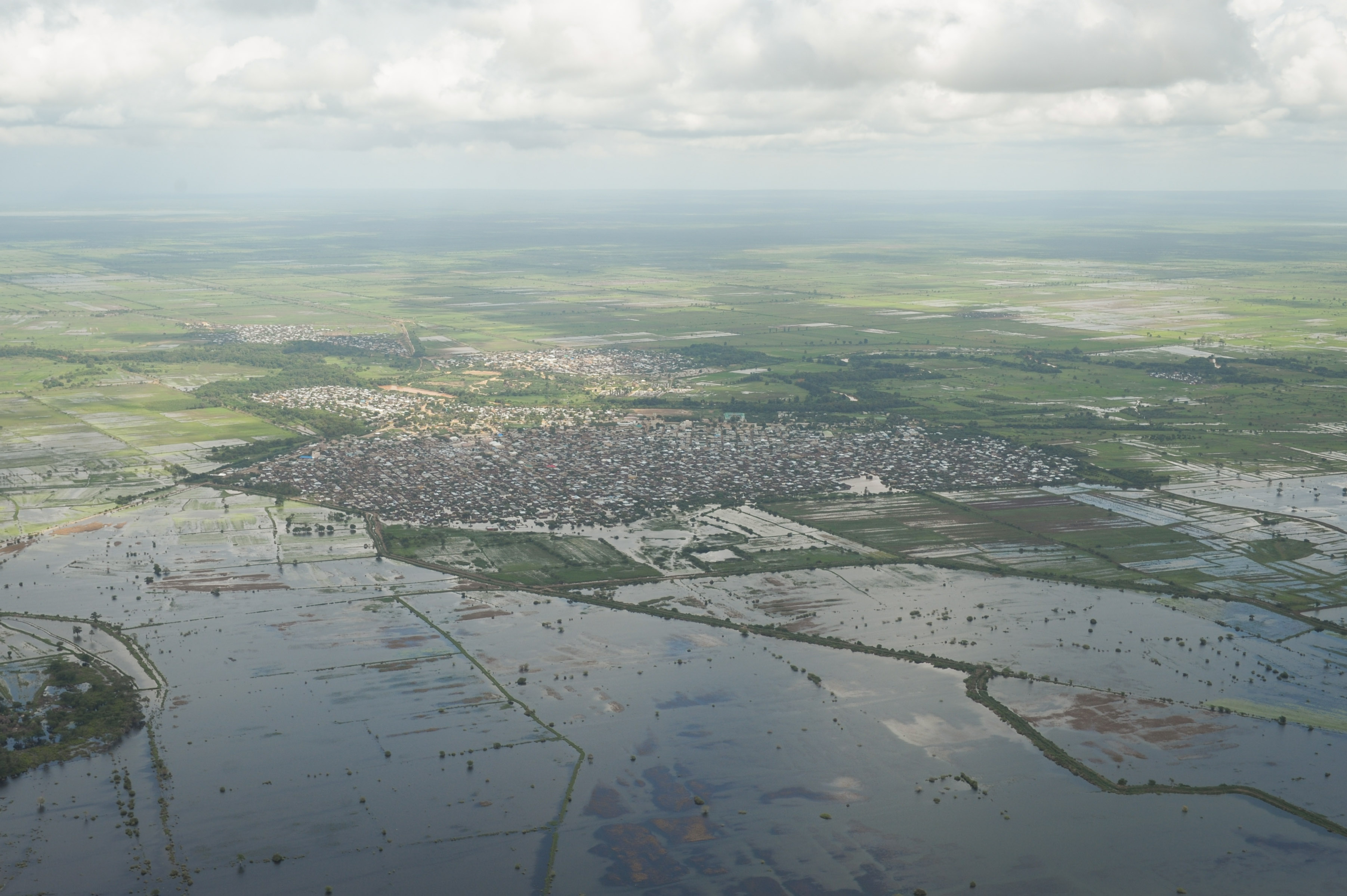
مشهد جوي لمدينة جوهر جراء فيضانات نهر شبيلى في 2013

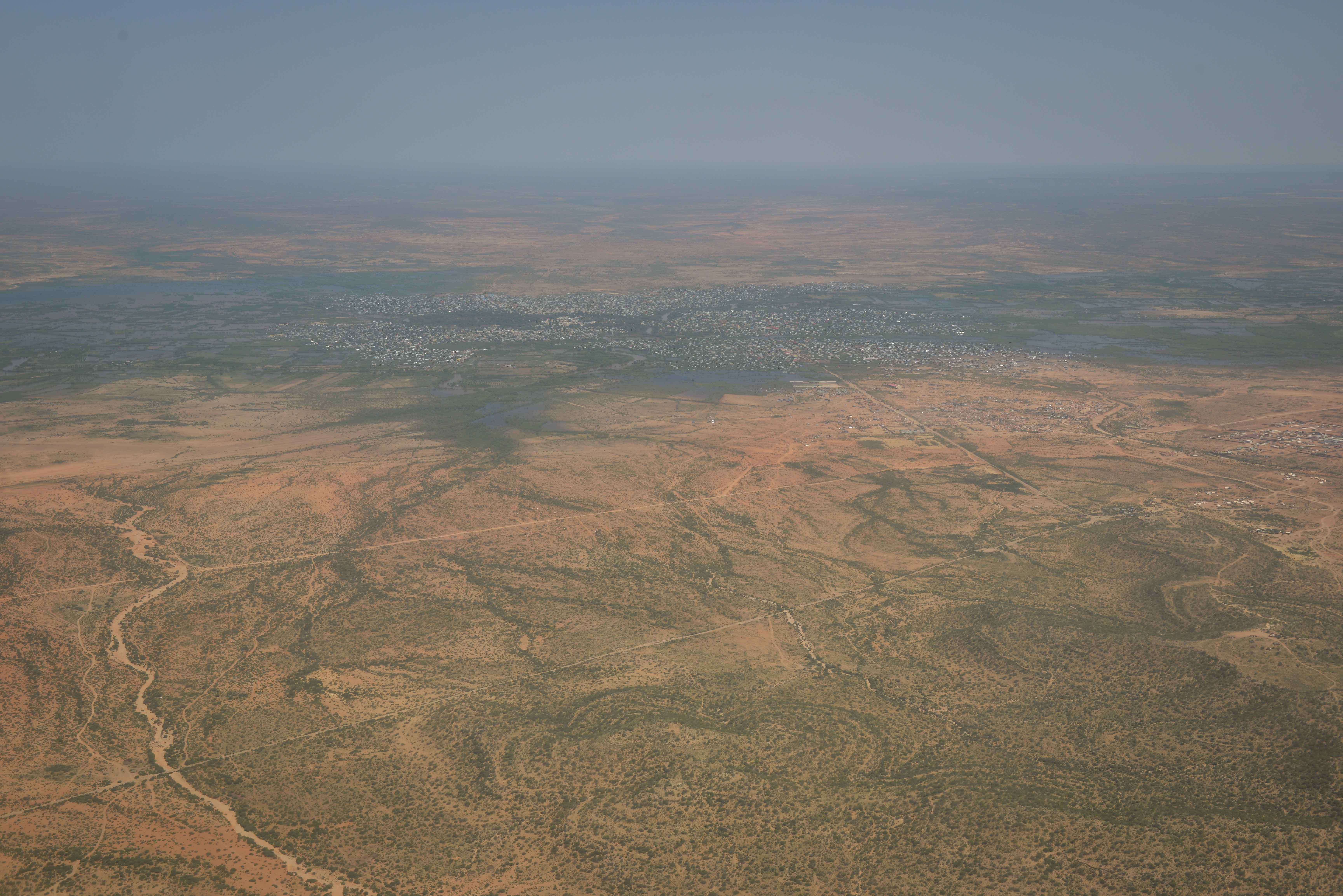
صورة جوية لمدينة بلدوين ويمكن رؤية المدينة غارقة من فيضانات نهر شبيلى في 2016

## الفصول الأربعة
تشمل المواسم الصومالية الصيف من يوليو إلى سبتمبر، و الخريف من أكتوبر إلى ديسمبر، والشتاء من ديسمبر إلى مارس، والربيع من أواخر مارس إلى يونيو فصلي الصيف والشتاء جافان بشكل ملحوظ ويمكن أن يسببا الجفاف على النقيض من ذلك، فإن موسمي خريف والربيع بهما أكبر هطول للأمطار، مع كون الربيع هو موسم الأمطار الغزير بين الاثنين. الفيضانات التي ضربت الجزء الجنوبي الشرقي من البلاد وهي نتيجة لأمطار الربيع التي تسقط كل عام. تتدفق المياه من الأمطار إلى الأراضي المنخفضة بالقرب من وادي نهر جوبا ووادي نهر شبيلى في الجزء من الجنوبي الغربي من البلاد. بالإضافة إلى ذلك، فإن أي مياه زائدة تتدفق من النهرين يمكن أن تساهم أيضًا في تدفق المياه ثم يتسبب الجريان السطحي في حدوث فيضانات هائلة للمجتمعات في منطقة وديان النهرين مع هطول أمطار الربيع كل عام، يكون نهر جوبا ووديان نهر شبيلى عرضة للفيضانات كل عام بسبب التضاريس والمناخ في المنطقة.

## الزراعة
بالإضافة إلى الفيضانات المفاجئة، تعاني الصومال أيضًا من موجات جفاف شديدة وصفت حالات الجفاف التي تحدث في البلاد بأنها "أسوأ أزمة إنسانية". يؤثر الجفاف على الإنتاج الزراعي في البلاد. والزراعة وتربية الماشية هي مساهم كبير في الناتج المحلي الإجمالي للصومال.تقع المناطق الرئيسية للزراعة في الأراضي المنخفضة لنهري جوبا وشبيلي. لذلك، في ظل الظروف العادية، يُنظر إلى أمطار الربيع بعين استحسان، حيث إنها تنتهي فترة طويلة وجافة، وتؤدي إلى إنشاء مراعي خصبة في الأراضي المنخفضة حيث تتساقط الأمطار أيضًا تسهل هذه الأمطار من الزراعة، وتجلب المغذيات لنمو المحاصيل، و للحياة البرية لدعمها. جلب الفيضانات الانتعاش إلى الأراضي الزراعية المتضررة من الجفاف، وتنشط التربة من أجل النمو.

## ضرر

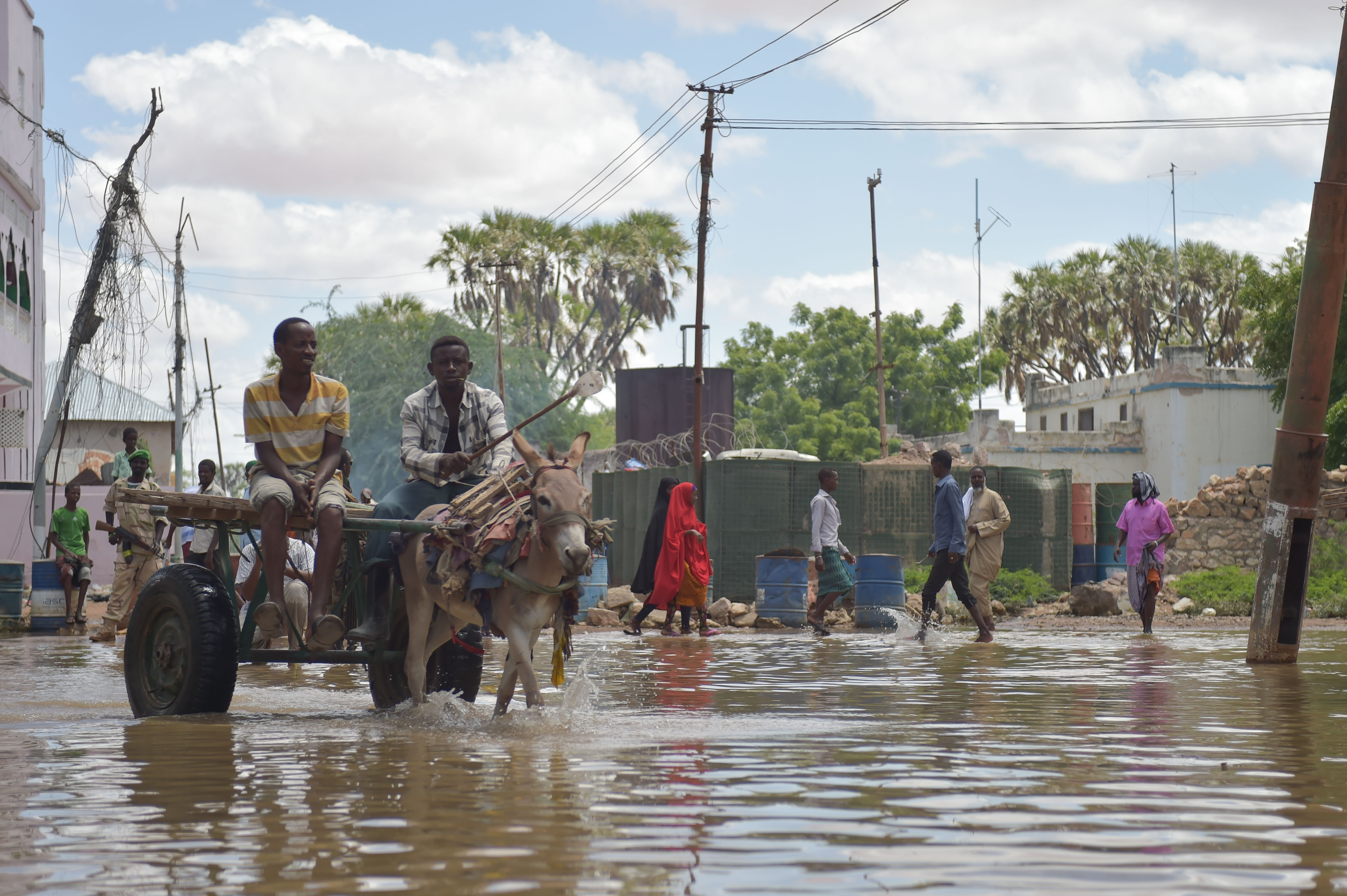
شوارع غارقة في بلدوين في 2016

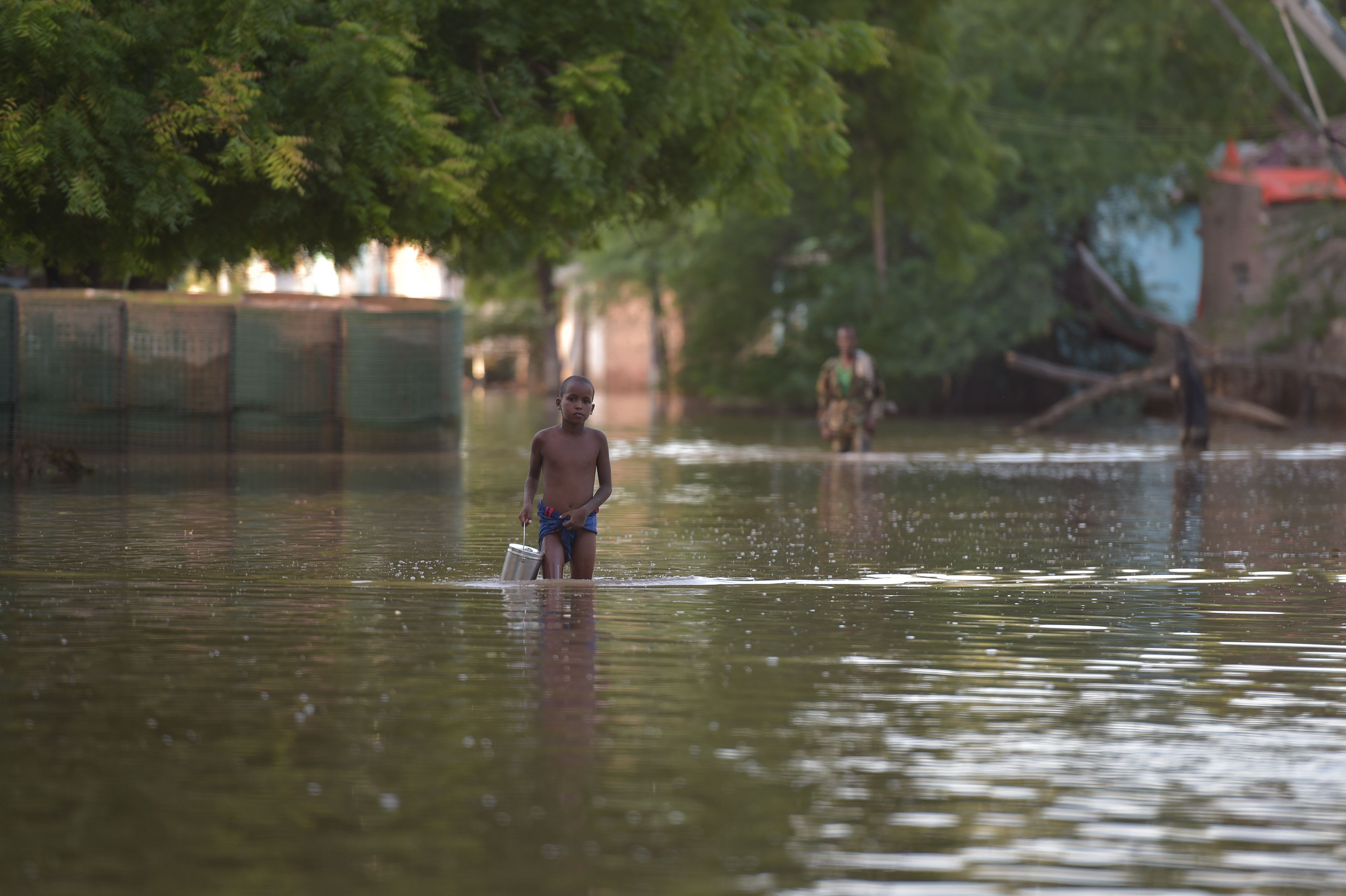
طفل يمشي وسط مياه الفيضانات في بلدوين في 2016 حيث شهدت المدينة أسوأ فيضانات منذ عام 1981

### حصد الأرواح
لقد تصرفت المجتمعات و الحكومة الصومالية بطرق تزيد من تدمير الفيضانات في السنوات الأخيرة، مع زيادة السكان، يضطر المزيد من الناس للعيش في مناطق السهول الفيضية المنخفضة، وبالتالي يكونون أكثر عرضة للتلف وفقدان الأرواح بسبب الفيضانات. بالإضافة إلى ذلك، أصبحت قنوات الإغاثة من الفيضانات التي كانت تديرها الحكومة الآن في حالة من الفوضى بعد اندلاع الصومالية. نظرًا لأن  حاليا لا توجد هيئة يمكنها إدارة مساعدات الإغاثة، أو تشغيل قنوات الإغاثة من الفيضانات بنجاح، والتي توزع مياه الفيضانات بعيدًا عن المناطق المأهولة بالسكان. قنوات الإغاثة من الفيضانات هذه، وتحديداً تلك القريبة من نهري جوبا وشبيلي، غير صالحة للعمل ولا تحمي مناطقها الخاصة. كما أن تدهور ضفاف الأنهار لأغراض للري يؤدي إلى تضخم الأنهار والفيضان بسهولة. 

### محاولات لتقليل الدمار
تم اقتراح العديد من المحاولات للسيطرة على آثار الفيضانات. في عام 2007، اقترحت الجهود المشتركة لمنظمات مثل الأمم المتحدة، ومشروع إدارة معلومات الأراضي و المياه في الصومال، و الاتحاد الأوروبي، والعديد من المنظمات الأخرى، نظامًا جديدًا للإنذار المبكر للمساعدة في اكتشاف الفيضانات في وقت مبكر للسماح بالإخلاء والتغطية ثبت أن نظام الإنذار المبكر، الذي كان سيتيح مزيدًا من الوقت للإخلاء والاستعداد، مكلفًا، وكان من الصعب إدارته بنجاح في المنطقة. بالإضافة إلى ذلك، غالبًا ما يتم تقديم المساعدات الإنسانية للمتضررين.

### عيوب المساعدة
بسبب الوضع السياسي في الصومال، غالبًا ما يكون من الصعب الحصول على المساعدة خوفًا من الفوضى في البلاد.  في مايو 2013، عرضت الأمم المتحدة منصب أخصائي الأرصاد الجوية الذي سيشرف على برامج الإنذار المبكر وعمليات الكشف في جميع أنحاء البلاد.  ذهب المنصب شاغر غالبًا ما يقيد الخوف من النظام السياسي ونقص التمويل أي أفكار للتحكم في نتائج الفيضانات.

### جانب الصحة
بسبب التفاوت الاقتصادي في البلاد، غالبًا ما يتأثر المتأثرون بشدة في فيضانات مايو 2013، قُتل سبعة أطفال، وتشريد أكثر من 50000 شخص بسبب المياه مع قلة التكنولوجيا للتنبؤ بالفيضانات، وقلة الأموال لبناء مساكن مناسبة، أو توفير وسائل النقل بعيدًا عن المناطق المتضررة، ويزداد عدد الأشخاص المتضررين بشكل كبير إلى جانب الفيضانات، يعاني سكان الصومال من الجفاف والأزمات الغذائية  والأمراض تنتشر بعض الأمراض بشكل مباشر من الفيضانات وتزيد أعداد البعوض. ويعد تفشي الملاريا وتفشي فيروس إيبولا من النتائج المباشرة للفيضانات الهائلة التي لها آثار مدمرة على السكان المجتمعات في مناطق الفيضانات ليست قادرة على الصمود في وجه المشاكل التي تسببها الفيضانات، وهذا يسبب أضرارا جسيمة لكل من الممتلكات والحياة البشرية.

## مقارنات باضطرابات طبيعية مماثلة
بالمقارنة مع فيضانات ولاية كولورادو 2013، حدثت فيضانات الصومال في أوقات مماثلة في السنوات الأخيرة. تعتبر فيضانات الصومال وفيضانات ولاية كولورادو اضطرابات طبيعية حدثت من جراء هطول الأمطار التي أثرت على منطقة غير مهيأة. ومع ذلك، بسبب الاختلافات الاقتصادية والهيكلية والبنية التحتية والتكنولوجية والاستجابة والمعونة، تضررت المنطقة الصومالية في السياق أكثر من منطقة ولاية كولورادو. في كولورادو، قُتل حوالي عشرة أشخاص، ودُمر حوالي 1800 منزل. اذ ان قدرات الرد والإخلاء والنفور ليست قوية في الصومال كما هي في الولايات المتحدة. يمكن أن تكون هذه الاختلافات عاملاً رئيسياً في اختلاف إجمالي الأضرار.

## البيانات التاريخية
تجلب أمطار فصل الربيع الأمطار السنوية إلى الجزء الجنوبي الغربي من الصومال. مع هطول الأمطار، تؤثر الفيضانات المفاجئة دائمًا تقريبًا على السهول الفيضية بطريقة ما ومع ذلك، في السنوات الأخيرة، أصبحت الأضرار الناجمة عن الفيضانات أشد بكثير، حيث تسببت أعوام 2006 و 2011 و 2012 و 2013 في أضرار جسيمة أكثر من السابق.
في عام 2006، كان الفيضان هو الأكثر ضررًا في شرق إفريقيا منذ 50 عامًا. تشير التقارير إلى أن مياه الفيضانات أغرقت الماشية، وأغرقت المحاصيل، وجرفت المنازل، بمقاييس لم يشهد من قبل أثر فيضان عام 2006 على 300000 شخص على الأقل،
أدى فيضان عام 2007 إلى نزوح ما لا يقل عن 400 ألف شخص.
أدت الفيضانات 2011 إلى نزوح ما لا يقل عن 1000 منزل.
في عام 2012، قُتل ما لا يقل عن 25 شخصًا بسبب الفيضانات، وغرق 5000 رأس من الماشية، ونزح 20000 شخص في عام 2013، قُتل ما لا يقل عن 7 أشخاص، ونزح 50 ألفًا.
في عام 2018، نزح 215 ألف شخص وتضرر أكثر من 630 ألفًا من الفيضانات.
في عام 2019، نزح أكثر من 500000 شخص بسبب الفيضانات.
في عام 2020، تضرر ما يقرب من مليون شخص من جراء الفيضانات، مع نزوح 400 ألف شخص. بلدوين أكثر المناطق تضرراً، حيث تأثرت 25 قرية و 85٪ من مدينة بلدوين. كما نزح 40٪ من سكان جوهر من منازلهم.وفي نوفمبر 2023 صرح مكتب الأمم المتحدة لتنسيق الشؤون الإنسانية إن الفيضانات الناجمة عن غزارة الأمطار في أجزاء من الصومال أدت إلى نزوح أكثر من 113 ألفاً و"تضرر منها مؤقتاً" مئات الآلاف.
وفي 21 نوفمبر 2023 أفادت السلطات الحكومية بأن الفيضانات العارمة أودت بحياة 50 شخصا وأجبرت حوالي 700 ألف شخص على النزوح من ديارهم